# 3581 Alvarez
3581 Alvarez este un asteroid din centura principală, descoperit pe 23 aprilie 1985 de Carolyn Shoemaker și Eugene Shoemaker.